# PC11 Charly Gaul
De PC11 Charly Gaul is een langeafstandsfietsroute (Piste Cycable) van het Luxemburgse nationale fietsroutenetwerk in Luxemburg. De route is een verbinding tussen de PC1 Centrum-Radweg en de PC6 Drei Länder-Radweg. Het traject is in beide richting bewegwijzerd. De route is vernoemd naar de Luxemburgse wielrenner Charly Gaul. Het gehele traject is onderdeel van de EuroVelo EV5 Via Romea Francigena.
In Ellange kan ook worden gekozen voor de PC7 Jangeli-Radweg richting Moezel.

## Aansluiting met Europese routes
- De gehele route loopt parallel met de EuroVelo EV5 Via Romea Francigena.

## Aansluitingen met andere routes
- In Hesperange kan worden aangesloten op de PC1 Centrum-Radweg.
- In Ellange kan worden aangesloten op de PC6 Drei Länder-Radweg en de PC7 Jangeli-Radweg.